# María Francisca de Sales Portocarrero y Zúñiga
María Francisca de Sales Portocarrero y Zúñiga (Madrid, 10 de juny de 1754 - Logronyo, 15 d'abril de 1808), VI comtessa de Montijo, va ser una noble i il·lustrada espanyola.

## Biografia

### Orígens
Va néixer a Madrid el 10 de juny de 1754, filla de Cristóbal Antonio Portocarrero, marquès de Valderrábano, i de Josefa de Zúñiga, filla dels comtes de Miranda del Castañar. Òrfena de pare i amb la seva mare reclosa a un convent de carmelites, la seva tutela va passar als seus avi i besoncle. Es va educar a les Saleses reials, adreçat a donzelles nobles, creat per la reina Bàrbara de Bragança. Allà va aprendre les primeres lletres, diversos idiomes, traducció, brodat i altres labors. Va esdevenir comtessa de Montijo a la mort del seu avi, el 1763.

### Activitat il·lustrada
Des de ben jove, va tenir contacte amb el bisbe de Barcelona, Josep Climent i Avinent, que li va encarregar la traducció de l'obra Sacrament du mariage de Nicolas Letourneux, traduïda en castellà com Ilustraciones cristianes sobre el sacramento del matrimonio; Climent recomanà l'obra als clergues de la seva diòcesi i va imprimir-la a Barcelona el 1774. A través del bisbe també va tenir contacte amb l'abat Clément de Bizón, el cercle janseanista francès i la revista Nouvelles Ecclésiastiques, òrgan portaveu del dit cercle.
Aristòcrata il·lustrada, la comtessa va envoltar-se sempre persones il·lustrades de l'època, i va organitzar tertúlies al saló del carrer del Duque de Alba de Madrid. Per les seves tertúlies van passar intel·lectuals, literats i artistes com Gaspar Melchor de Jovellanos, Juan Meléndez Valdés, Eugenio de Llaguno, Mariano Luis de Urquijo, Francisco Cabarrús o Francisco de Goya, el qual sentia una profunda admiració per la comtessa. En tot cas, la llista era llarga i demostra el poder de convocatòria que tenia Portocarrero. Amb tot, es desconeix si hi va assistir alguna dona, se sap que les filles de la comtessa van participar més d'una vegada, i no seria estrany que amigues o visitants estrangeres haguessin assistit a alguna de les tertúlies. Al saló, la comtessa va intentar introduir i fer divulgació de diverses obres, especialment franceses i italianes, que tractaven de recuperar el que consideraven la veritable religió cristiana i desterrar les idees dels jesuïtes i els seus seguidors. Amb la pretensió declarada de reformar la religiositat del poble espanyol, per tal de llevar-li el fanatisme i el sentimentalisme imperant, moltes vegades comptava amb la participació de clergues janseanistes, i això va suposar-li més d'un problema amb el tribunal de la Inquisició. A més, Portocarrero i membres del seu cercle van mantenir contacte, entre d'altres, amb Henri Grégoire, bisbe de Blois, que va escriure'ls un atac a la Inquisició, basat en l'episcopalisme radical.
No obstant això, la religió no era l'únic tema que es tractava a les seves tertúlies, també s'hi discutien assumptes socials i polítics, en consonància amb les seves activitats a la Societat Econòmica Matritense, o els problemes que tenia el món del teatre.
Va ser secretària de la Junta de Dames i promotora del diari El Censor.

### Desterrament
La comtessa i el seu cercle van ser vigilats diversos anys per la Inquisició i, finalment, Manuel Godoy, descontent amb les activitats de la comtessa, va dictar una ordre de desterrament contra ella, que va acatar el 9 de setembre de 1805. Va instal·lar-se primer a Extremadura, on va estar alguns mesos amb Estanislao de Lugo i alguns criats al Palau de Montijo. Més tard va marxar a Logronyo, als estats pertanyents al comtat de Baños. La comtessa va morir en aquella ciutat, el 15 d'abril de 1808.

### Matrimoni
Va estar casada amb Felipe Palafox, fill dels marquesos d'Ariza, amb qui va tenir diversos fills. Quant a la vida familiar, al llarg de la seva vida, va dedicar-se a l'educació dels seus fills. Va ser mare d'Eugenio, Cipriano, Ramona, Benita i Tomasa Palafox y Portocarrero, i àvia de l'emperadriu dels francesos Eugènia de Montijo.